# Schwarzhuhnbraunhuhnschwarzhuhnweißhuhnrothuhnweiß oder put-putt
schwarzhuhnbraunhuhnschwarzhuhnweißhuhnrothuhnweiß oder put-putt ist ein experimenteller Kurzfilm von Werner Nekes aus dem Jahr 1967 und zeigt ein fressendes und dann sterbendes Huhn.

## Inhalt
Die Kamera ist unter einer Glasplatte positioniert und zeigt die darauf liegenden schwarzen Körner. Ein braunes Huhn pickt die Körner auf und langsam erhellt sich dadurch das Bild. Neue Körner werden aufgestreut und das Bild wird wieder schwarz. Nach einem Schnitt zeigt das Bild eine weiße Fläche aus Schnee. Ein Huhn ohne Kopf verblutet und färbt den Schnee rot. Neuschnee bedeckt das verblutete Huhn. Begleitet wird das Bild durch eine Toncollage aus etwa 200 Anfängen und Enden verschiedener Musikstücke.

## Aufführungen und Auszeichnungen
Der Film wurde auf mehreren Festivals im In- und Ausland gezeigt, unter anderem auf der Hamburger Filmschau und den Internationalen Kurzfilmtagen Oberhausen, und gewann den Internationalen Filmpreis beim Filmfestival von São Paulo.

## Deutungsversuche
Ulrich Gregor stellt fest, Nekes’ Experimentalfilme seien „häufig nach komplizierten mathematischen Regeln aufgebaut, die sich dem Zuschauer nicht sofort erschließen“. Christine Noll Brinckmann analysiert, Nekes’ Stil sei „von hoher technischer Vollendung und trotz einer nachgerade naturwissenschaftlichen Präzision kontemplativ im Charakter“.
Die Website von Werner Nekes merkt an, der Film sei „ein poetischer Versuch über das Leben und den Tod“. Dabei stehe das „put“ für den Lockruf für die Nahrungsaufnahme des Huhns, das „putt“ im Sinne von „kaputt“ für den Tod des Huhns. Angeregt worden zur ungewöhnlichen Kamerapositionierung sei Nekes durch René Clairs Film Entr’acte (1924), der eine von unten gefilmte Ballerina zeigt, die sich durch Veränderung der Kameraposition in einen bärtigen Mann verwandelt.

## Kritik
Ingrid Seidenfaden schrieb im Münchner Merkur vom 12. Dezember 1968, man sehe „eine immer lichter werdende Klee-Struktur […], hinter der schattenhaft ein Drachenwesen sich reckt und flattert.“ Das sterbende Huhn sei ein „Schock-Schluß mit dickem Symbol“.